# Povl Bang-Jensen

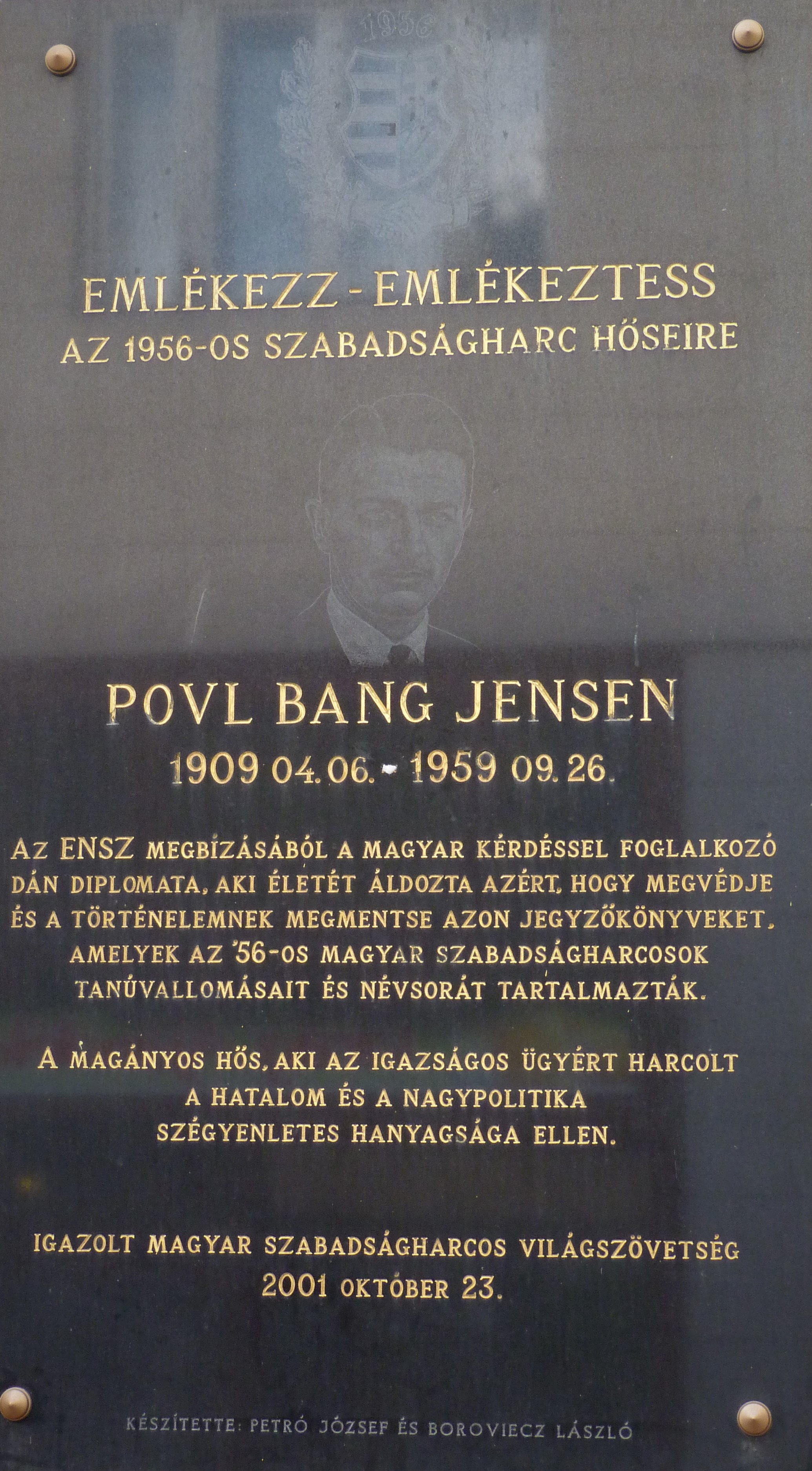
Minnesstenen över Paul Bang-Jensen i Budapest.

Povl Bang-Jensen (Paul Bang-Jensen), född den 6 april 1909 i Köpenhamn död 26 november 1959 i New York var en dansk diplomat i den danska utrikestjänsten och senare tjänsteman i FN.
Bang-Jensen tjänstgjorde 1939–1948 vid den danska ambassaden i Washington, D.C. och sedan som tjänsteman vid FN mellan 1949 och 1958.
I samband med Ungernrevolten 1956 arbetade han vid den Ungernkommitté i New York som tillsats med anledning av händelserna. Kommittén sammanställde underlag till Generalförsamlingen där bl.a. Povl Bang-Jensen samlat in vittnesmål från händelserna. Den Sovjetiska delegationen krävde att få del av namnlistan på de vittnen som hade förhörts. Bang-Jensen vägrade dock att lämna ut uppgifterna trots påtryckningar även från FN:s generalsekreterare Dag Hammarskjöld, då han såg risken för repressalier från den kommunistiska regimen.
På grund av hans vägran inledde Dag Hammarskjöld en disciplinär process mot Bang-Jensen, vilket sedan ledde till att han avskedades.
Samma dag som Ungernfrågan skulle diskuteras vid FN den 26 november 1959 hittades Povl Bang-Jensen skjuten i en park i New York. Han hittades med en pistol i handen och ett avskedsbrev i fickan, men det har inte kunnat fastställas om han verkligen begick självmord.
På Ungernrevoltens minnesdag den 23 oktober 2001 i Budapest, restes en minnessten över Povl Bang-Jensen av Ungerns president Árpád Göncz för hans heroiska integritet i storpolitikens skugga och för att han med sitt liv som insats värnade om vittnenas säkerhet.